# La Seule et unique
Pour plus de détails, voir Fiche technique et Distribution.
La Seule et unique (Единственная…, Edinstvennaïa...) est un film soviétique réalisé par Iossif Kheifitz, sorti en 1975.

## Fiche technique
- Titre : La Seule et unique[1]
- Titre original : Единственная… (Edinstvennaïa...)
- Réalisation : Iossif Kheifitz
- Scénario : Pavel Niline, Iossif Kheifitz
- Photographie : Genrikh Maradjian
- Musique : Nadejda Simonian
- Pays d'origine : URSS
- Format : Couleurs - 35 mm - Mono
- Genre : drame
- Durée : 90 minutes
- Date de sortie : 1975

## Distribution
- Valery Zolotoukhine : Nikolaï Kassatkine
- Elena Proklova : Tatiana Fecheva
- Lioudmila Gladounko : Natalia
- Vladimir Vyssotski : Boris Ilitch
- Larissa Malevannaïa : Maniounia
- Viatcheslav Nevinny : Youri Jourtchenko
- Lioubov Sokolova : Anna Kassatkina
- Vladimir Zamanski : Grigori Tatarintsev